# فنسنت جاي مكولي
فنسنت جاي مكولي (بالإنجليزية: Vincent J. McCauley)‏ هو كاهن كاثوليكي أمريكي، ولد في 8 مارس 1906 في كونسيل بلوفس في الولايات المتحدة، وتوفي في 1 نوفمبر 1982 في روشستر في الولايات المتحدة.